# Мельникове (Ровеньківський район)
Мельникове —  селище в Україні, в Антрацитівській міській громаді Ровеньківського району Луганської області. Населення становить 25 осіб. Орган місцевого самоврядування — Боково-Платівська селищна рада.

## Населення

### Мова
Розподіл населення за рідною мовою за даними перепису 2001 року:
| Мова       | Кількість | Відсоток |
| ---------- | --------- | -------- |
| українська | 13        | 52%      |
| російська  | 12        | 48%      |
| Усього     | 25        | 100%     |

| Україна | Це незавершена стаття з географії України. Ви можете допомогти проєкту, виправивши або дописавши її. |

1. ↑  Рідні мови в об'єднаних територіальних громадах України — Український центр суспільних даних